# Herennius Etruscus

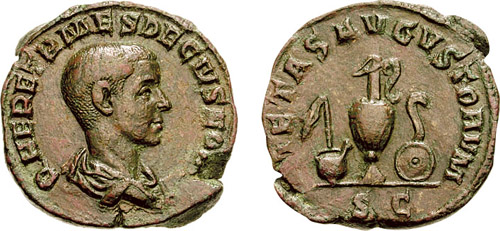
Sestertius des Herennius Etruscus als Caesar mit einer Bezugnahme auf Pietas durch typische Kultinstrumente.

Quintus Herennius Etruscus Messius Decius (* um 227; † Juni 251 bei Abrittus) war in seinem letzten Lebensjahr römischer Kaiser in einer gemeinsamen Regierung mit seinem Vater Decius. Der spätere Kaiser Hostilian war sein jüngerer Bruder.
Herennius wurde in Pannonien geboren, einer der Stationen der Militärlaufbahn seines Vaters. Seine Mutter war Herennia Cupressenia Etruscilla, eine etruskische Adlige aus einer Senatorenfamilie. Herennius blieb in der Nähe seines Vaters und begleitete ihn auch als Militärtribun, als Decius von Philippus Arabs damit beauftragt wurde, die Revolte des Pacatianus an der Donaugrenze zu unterdrücken. Decius wurde in Pannonien von seinen Truppen zum Kaiser ausgerufen, marschierte nach Italien und schlug Philippus in der Nähe von Verona, worauf er sich als neuer Herrscher durchsetzen konnte. In Rom erhielten Herennius und Hostilian im Frühjahr oder Sommer 250 den Titel Caesar.
Im selben Jahr setzten gotische Gruppen über die Donau und überfielen die Provinzen Moesia und Dakien. 251 erhob Decius seinen älteren Sohn zum Augustus, das heißt zum nominell gleichberechtigten Mitkaiser. In diesem Jahr bekleidete Herennius auch das Amt des ordentlichen Konsuls. Die beiden Kaiser brachen zu einem Feldzug gegen den Gotenkönig Kniva auf, um ihn für seinen Überfall zu bestrafen. Hostilian blieb mit seiner Mutter in Rom.

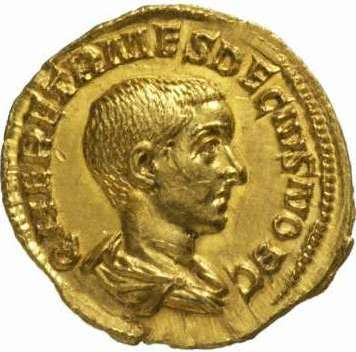
Aureus des Herennius Etruscus

Kniva und seine Männer zogen sich mit ihrer Beute in ihr Land zurück, als sie auf die römische Armee trafen. In einer ausgeklügelten militärischen Überlegung teilte Kniva seine Armee in kleinere und beweglichere Einheiten und begann damit, die Römer in ein Sumpfland zurückzudrängen. In der ersten Junihälfte 251 trafen die Heere in der Schlacht von Abrittus aufeinander. Herennius fiel, von einem feindlichen Pfeil niedergestreckt. Decius überlebte das erste Treffen, wurde dann aber mit dem Rest der Armee noch vor dem Ende des Tages erschlagen. Herennius und Decius waren die beiden ersten Kaiser, die von einer fremden Armee in einer Schlacht getötet wurden.
Nachdem die Nachricht vom Untergang der beiden Kaiser die Hauptstadt erreicht hatte, wurden Vater und Sohn auf Beschluss des Senats unter die Götter erhoben (Divus). Die Armee proklamierte daraufhin Trebonianus Gallus zum Kaiser, während in Rom Hostilian seinen Anspruch auf die Kaiserwürde geltend machte.